# Claque de apoio
Uma claque (português europeu) ou torcida (português brasileiro) é o nome dado ao colectivo de público que assiste a competições esportivas do clube seu favorito. Já torcedor (português brasileiro) ou adepto (português europeu) é o nome dado ao membro que faz parte desta torcida. A ele cabe a função de assistir ao evento e apoiar os atletas e a equipe pelos quais tem predileção. Dentre as manifestações realizadas pela torcida estão as vaias, em uma atitude de protesto, os aplausos, reverenciando algum ocorrido, os cânticos, canções destinadas a apoiar o time e/ou provocar os adversários, a ola, além xingamentos e gritos, entre outros.

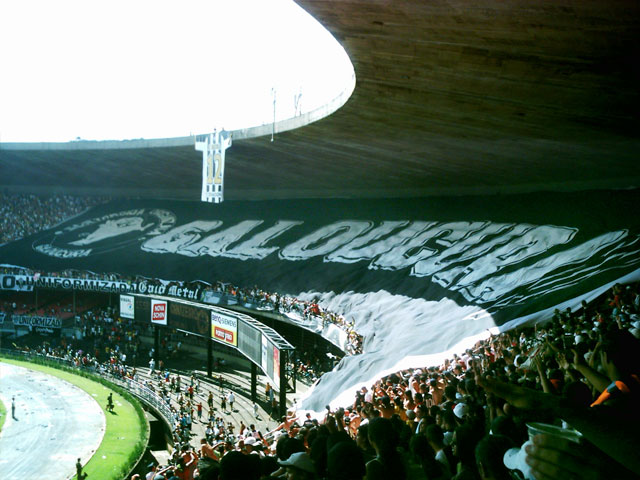
A torcida do Clube Atlético Mineiro na arquibancada

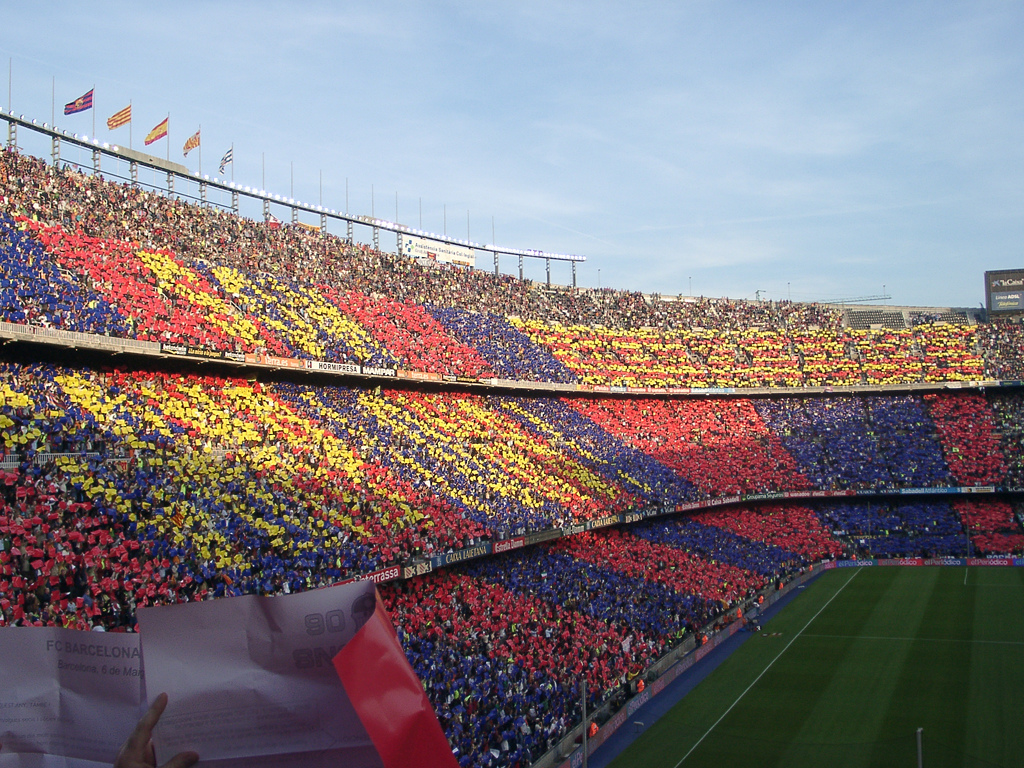
Mosaico feito pela claque (ou torcida) do Barcelona

Os mais fanáticos chegam a criar um grupo de torcedores para apoiar massivamente a equipe e chamar mais atenção dos outros torcedores. Estes grupos são denominados torcida organizada no Brasil, barra brava na América Latina, ultras na Europa e firmas na Inglaterra. Este último possui torcedores com alto grau de violência e perigosidade, chamados hooligans. Todavia, os atos de violência não se restringe somente às firmas, os outros tipos de associação, principalmente as dos grandes clubes, envolvem-se em casos de agressão mútua entre rivais.
Ressalta-se também a existência dos chamados simpatizantes. Este é o nome dado ao torcedor que não acompanha o time, não vai aos estádios, não segue as notícias, a escalação, etc. Seu conhecimento ao clube resume-se apenas a saber o nome e as cores do clube, ora conhecer os atletas mais famosos da história ou do momento. Sua simpatia deve-se à popularidade de determinado esporte em dado país, sem que haja por sua própria parte interesse nos acontecimentos.

## Maiores torcidas do mundo[1]

### Brasil

Torcida do Flamengo comemorando o Campeonato Carioca de 1972. Arquivo Nacional.

Em pesquisa sobre as torcidas brasileiras realizada pela Pluri Stochos Pesquisas e Licenciamento Esportivo entre novembro de 2012 e fevereiro de 2013 e publicada em 26 de março de 2013, foram entrevistadas 21 049 pessoas. A faixa etária escolhida para a pesquisa foi acima de 16 anos, sendo, esta, a pesquisa sobre o assunto com a menor margem de erro já divulgada (0,68%).
| Posição | Clube               | Torcida (valores percentuais) | Torcida (valores absolutos) |
| ------- | ------------------- | ----------------------------- | --------------------------- |
| 1º      | Flamengo            | 20%                           | 42 000 000                  |
| 2º      | Corinthians         | 13%                           | 29 000 000                  |
| 3º      | Palmeiras           | 11,1%                         | 21 600 000                  |
| 4º      | São Paulo           | 8,0%                          | 16 600 000                  |
| 5º      | Vasco               | 4,9%                          | 11 600 000                  |
| 6º      | Cruzeiro            | 3,8%                          | 6 900 000                   |
| 7º      | Santos              | 3,4%                          | 6 400 000                   |
| 8º      | Grêmio              | 3,0%                          | 6 300 000                   |
| 9º      | Fluminense          | 2,5%                          | 6 300 000                   |
| 10º     | Atlético Mineiro    | 2,4%                          | 5 000 000                   |
| 11º     | Internacional       | 2,4%                          | 5 000 000                   |
| 12º     | Botafogo            | 1,6%                          | 3 400 000                   |
| 13º     | Bahia               | 1,2%                          | 2 800 000                   |
| 14º     | Sport               | 1,2%                          | 2 400 000                   |
| 15º     | Vitória             | 0,8%                          | 2 000 000                   |
| 16º     | Atlético Paranaense | 0,7%                          | 1 407 228                   |
| 17º     | Santa Cruz          | 0,6%                          | 1 300 000                   |
| 18º     | Náutico             | 0,6%                          | 1 206 196                   |
| 19º     | Paysandu            | 0,6%                          | 1 206 196                   |
| 20º     | Ceará               | 0,5%                          | 1 005 163                   |
| 21º     | Fortaleza           | 0,4%                          | 804 125                     |
|         | Remo                | 0,4%                          | 804 125                     |
|         | Goiás               | 0,4%                          | 804 125                     |
| 24º     | Coritiba            | 0,4%                          | 604 024                     |
| 25º     | Avaí                | 0,3%                          | 603 098                     |
|         | Figueirense         | 0,3%                          | 603 098                     |
|         | Outros              | 2,3%                          | 4 623 752                   |
|         | Nenhum              | 20,8%                         | 41 814 804                  |

- Margem de erro de 0,68 p.p.

### México
- Chivas - 30,8 milhões (Pesquisa Grupo Reforma, 2007)
- América (MEX) – 26,4 milhões

### Argentina
- Boca Juniors - 16,4 milhões (Pesquisa Equis, 2006)

### Itália
- Juventus - 16,3 milhões (Pesquisa Instituto Demos-Eurisko, 2007)

### Espanha
- Real Madrid - 13,2 milhões (Pesquisa Centro de Investi-gaciones Sociológicas, 2007)

### Japão
- Kashima Antlers - 12,3 milhões (Pesquisa Video Research Ltd., 2006)

### Alemanha
- Bayern de Munique - 10,5 milhões  (Pesquisa Sportfive, 2007)

### França
- Olympique de Marseille - 10,2 milhões (Pesquisa Institut National de la Statistique et des Études Économiques, 2006)

### Holanda
- Ajax - 4,3 milhões (Pesquisa TNS-NIPO, 2007)

### Grã Bretanha
- Manchester United - 4,2 milhões (Pesquisa Roy Morgan International, 2006)

## Maiores torcidas do mundo no Facebook
Essa é uma lista de times com mais fãs locais no Facebook:
| Posição | Time           | Torcedores |
| ------- | -------------- | ---------- |
| 1 -     | Galatasaray    | 12 840 000 |
| 2 -     | Fenerbahçe     | 10 001 000 |
| 3 -     | Corinthians    | 9 450 000  |
| 4 -     | Flamengo       | 9 410 000  |
| 5 -     | América        | 6 354 000  |
| 6 -     | Boca Juniors   | 6 283 000  |
| 7 -     | São Paulo      | 5 866 000  |
| 8 -     | Persib Bandung | 5 556 000  |
| 9 -     | Beşiktaş       | 5 424 000  |
| 10 -    | Al Ahly        | 3 805 000  |

· Última atualização: 1 de novembro de 2014